# A távoli jövő idővonala

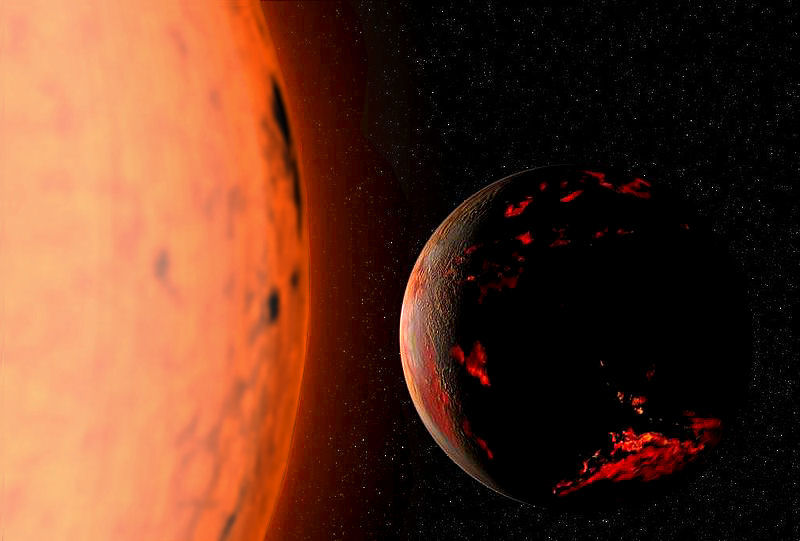
Művészi ábrázolás a feketére égett Földről 7,9 milliárd év múlva, amikor a Nap vörös óriássá változik

Bár a jövőre vonatkozó jóslatokat soha nem lehet abszolút bizonyossággal állítani, az alábbi listán közöltek levezethetőek mai tudományos nézetekből és modellekből. Több tudományág is hozzájárul ismereteinkhez a távoli jövőről, köztük az asztrofizika – amely kiderítette, hogyan születnek, viszonyulnak egymáshoz és pusztulnak el a bolygók és a csillagok –, a részecskefizika – amely megmutatta, hogyan viselkedik az anyag a legkisebb méretekben –, az evolúcióbiológia, és a lemeztektonika – amely megmagyarázza, hogyan mozognak a kontinensek évezredeken keresztül.
A Föld jövőjéről, a Naprendszer keletkezéséről és történetéről és a fejlődő világegyetemről szóló minden elméletbe bele kell foglalni a termodinamika második főtételét, amely szerint az entrópia – azaz a munkavégzéshez szükséges energia elvesztése – idővel növekszik. A csillagok idővel felélik hidrogénkészletüket és kiégnek, a közeli találkozások miatt a gravitáció kilendíti pályájukról a naprendszerek bolygóit és a galaxisok naprendszereit. Egyes fizikusok elmélete szerint maga az anyag is áldozatul esik a radioaktív bomlásnak, és a legstabilabb anyagok is szubatomi részecskékre bomlanak. Mivel a jelenlegi elméletek szerint a világegyetem lapos geometriájú (legalábbis a laposhoz igen közeli), vagyis nem fog véges idő után magába omlani, elméletben a jövő végtelen, így elméletben rendkívül kevéssé valószínű események – például a Boltzmann-agy létrejötte – is bekövetkezhetnek. Felsorolunk több más lehetséges jövőbeli eseményt is, amelyek bekövetkezése még megválaszolatlan kérdésektől függhet, például attól, bomlanak-e a protonok, illetve hogy létezni fog-e még a Föld, amikor a Nap vörös óriássá válik.

## A Föld, a Naprendszer és a világegyetem jövője
| Astronomy and astrophysics    | Asztronómia és asztrofizika       |
| Geology and planetary science | Geológia és planetáris tudományok |
| Biology                       | Biológia                          |
| Részecskefizika               | Részecskefizika                   |
| Mathematics                   | Matematika                        |
| Technology and culture        | Technológia és kultúra            |

| Jel                           | Hány év múlva vagy dátum                     | Esemény |
| ----------------------------- | -------------------------------------------- | --- |
| Geology and planetary science | 1 000                                        | A legközelebbi időpont, amikor a Föld mágneses pólusai teljesen megcserélődnek. |
| Astronomy and astrophysics    | I. sz. 4 385                                 | A legközelebbi időpont, mikor a Hale–Bopp-üstökös látható lesz. |
| Geology and planetary science | 10 000                                       | Abban az esetben, ha az Antarktiszon található Wilkes-medence „jégdugója” elkezdene olvadni a klímaváltozás hatására, ennyi időn belül olvadna el teljesen. Ennek köszönhetően az óceánok szintje világszerte 3-4 métert emelkedhet. |
| Astronomy and astrophysics    | 10 000                                       | A vörös szuperóriás csillag Antares legkésőbb ekkortájt szupernóva-robbanáson kell keresztülmenjen. Fénye nappal is látható lesz. |
| Technology and culture        | 10 000                                       | Brandon Carter ítéletnapi érvelése szerint az emberiség kihalása. |
| Astronomy and astrophysics    | 10 000–15 000                                | Ezen az időpontban, amely a Föld precessziós ciklusának a fele, a bolygó tengelyferdesége megfordul, így a tél és a nyár a Föld keringésének ellenkező oldalán fog megtörténni. A déli féltekén az évszakok kevésbé lesznek extrémek, míg az északin nagyobbak lesznek az évszakok közötti időjárás-változások. |
| Geology and planetary science | 15 000                                       | Egy elmélet szerint a Föld világűrben történő mozgása és a precesszió hatására az afrikai monszunesőt előidéző áramlatok északabbra kerülnek, melynek köszönhetően a Szahara sivatag ismét kizöldül, ahogy azt tette 5000–10000 évvel korábban. |
| Geology and planetary science | 17 000                                       | Valószínű eddigre megtörténik egy, a civilizációt veszélyeztető szupervulkán-kitörés, amely egy trillió tonna vulkanikus törmeléket fog felszínre hozni. |
| Geology and planetary science | 25 000                                       | A Mars északi jégsapkája visszahúzódik, ahogy a bolygón egy felmelegedési időszak kezdődik. |
| Astronomy and astrophysics    | 36 000                                       | 3,024 fényévre megközelíti a Földet a Ross 248, és a Naphoz legközelebbi csillag lesz. Kb. 8000 év után ismét eltávolodik. |
| Astronomy and astrophysics    | 42 000                                       | Az Alfa Centauri ismét a Naphoz legközelebbi csillagrendszer lesz. |
| Geology and planetary science | 50 000                                       | Burger és Loutre elmélete szerint ebben az időben véget ér a mostani interglaciális. A Földön újra jégkorszak köszönt be, feltéve, hogy a globális felmelegedés hatása korlátozott marad. A Niagara-vízesés erodálja a vízesést az Erie-tótól elválasztó maradék 30 km-t is, és megszűnik létezni. Kanada legtöbb gleccsertava feltöltődik. |
| Astronomy and astrophysics    | 50 000                                       | Mivel a Hold által előidézett árapályhatás folyamatosan lassítja a Föld forgását, ezért ekkorra egy nap hossza 86401 másodperc lesz. Ha akkor is a jelenlegi rendszert használják időmérésre, vagy minden egyes nap egy szökőmásodpercet kell beiktatni, vagy a másodperc hosszának hivatalos definícióját megváltoztatva kell azt fenntartani. Utóbbi esetben egy másodperc hosszabb időtartam lesz, mint jelenleg. |
| Geology and planetary science | 50 000                                       | A Berger és Loutre (2002) kutatás szerint véget fog érni az interglaciális időszak, amely következtében a jelenlegi eljegesedés glaciális időszaka fog megkezdődni a Földön. 2016-os tanulmányok szerint viszont a klímaváltozás következtében ez akár 50 ezer évvel is később történhet, esetleg teljesen ki is maradhat. |
| Geology and planetary science | 50 000                                       | A Niagara-vízesés teljesen eltűnik. |
| Astronomy and astrophysics    | 100 000                                      | A csillagok sajátmozgása miatt számos csillagkép felismerhetetlenné válik. |
| Astronomy and astrophysics    | 100 000                                      | A VY Canis Majoris hiperóriás csillag valószínűleg felrobban egy hipernóvában. |
| Biology                       | 100 000                                      | Ennyi idő kell hozzá, hogy az Észak-Amerikában honos gyűrűsférgek, amelyek a jégkorszak miatt visszahúzódtak, újra elérjék a kanadai-amerikai határt. Ez a természetes haladási tempójukra vonatkozik (10 m/év), természetesen az ember általi behurcolással már jóval hamarabb megtörténhet mindez. |
| Geology and planetary science | 100 000                                      | Ha az emberiség jelen pillanatban beszüntetné a szén-dioxid kibocsátást, annak 10%-a még mindig a légkörben lenne. |
| Geology and planetary science | 250 000                                      | A jelenleg még a tenger alatt lévő Lōʻihi vulkán, a Hawaii-szigetek legfiatalabb tagjaként ekkor bukkan a felszínre. |
| Astronomy and astrophysics    | 300 000                                      | Számítások szerint a WR 104 nevű Wolf–Rayet-csillag valószínűleg eddig az időpontig szupernóva formájában felrobban. Egyes számítások szerint ez veszélyes lehet a földi életre nézve is, mert a csillag forgási tengelye miatt gammasugár-kitörés indulhat el egyenesen a Föld irányába. |
| Astronomy and astrophysics    | 500 000                                      | Erre az időre a Földet valószínűleg eltalálja egy kb. 1 km átmérőjű meteorit. |
| Geology and planetary science | 500 000                                      | A dél-dakotai Badlands National Park jellegzetes lépcsőzetes képződményei teljesen erodálódnak. |
| Geology and planetary science | 1 millió                                     | A Földön jelenleg ismeretes legfrissebb fennmaradt meteorkráter Arizonában teljesen erodálódik. |
| Geology and planetary science | 1 millió                                     | Valószínűsíthető egy szupervulkánkitörés a Földön, amely során 3200 köbkilométer törmelék is a levegőbe juthat. Ehhez hasonló a 75 ezer évvel ezelőtti Toba szuperkitörés volt csak. |
| Astronomy and astrophysics    | 1 millió                                     | Ez a legtávolabbi időpont, ameddig a Betelgeuze, az Orion csillagkép főcsillaga vörös szuperóriás csillag szupernóvaként felrobban. A szupernóva várhatóan nappal is könnyen látható lesz. |
| Astronomy and astrophysics    | 1 millió                                     | A Desdemona és a Cressida (mindkettő az Uránusz holdja) összeütköznek. |
| Astronomy and astrophysics    | 1,28 millió                                  | 0,14 fényévre megközelíti a Napot a Gliese 710, és feltételezhetően megzavarja az Oort-felhőt, és növeli az esélyt arra, hogy egy üstökös bejut a Naprendszer belsejébe. |
| Biology                       | 2 millió                                     | Ennyi idő alatt regenerálódnak teljesen a korallzátonyok (figyelemmel arra, hogy 65 millió évvel ezelőtt is hasonló tempóban történt) |
| Geology and planetary science | 2 millió                                     | Tovább erodálódik a Grand Canyon, nem lesz sokkal mélyebb, viszont a mostanihoz képest jóval szélesebbé válik. |
| Astronomy and astrophysics    | 3 millió                                     | A Föld forgásának lassulása miatt egy perccel hosszabb lesz minden nap, mint napjainkban. |
| Geology and planetary science | 10 millió                                    | A szélesedő kelet-afrikai Nagy-hasadékvölgyet elárasztja a Vörös-tenger, létrehozva egy új óceáni medencét, ami kettévágja az afrikai kontinenst. |
| Biology                       | 10 millió                                    | Körülbelül ennyi idő szükséges ahhoz, hogy az élővilág teljesen kiheverje a pleisztocén–holocén becsapódási eseményt. Ennyi idő elteltével a ma élő fajok túlnyomó többségének egy tömeges kihalási esemény nélkül is el kell tűnnie, hogy újaknak adja át a helyét. |
| Geology and planetary science | 50 millió                                    | A Szent András-törésvonal menti tektonikai mozgások miatt ekkorra várható, hogy a Kaliforniai-öböl víze észak felé befolyik a ma Kalifornia állam középső részeként ismert Central Valley-be, egy új beltengert hozva létre. |
| Geology and planetary science | 50 millió                                    | A Phobosz összeütközik a Mars felületével. |
| Geology and planetary science | 50 millió                                    | A kaliforniai tengerpart kezd becsúszni az Aleut-árokba, ahogy Los Angeles és San Francisco városainak mai területe egymás mellé ér. Afrika eddigre összeütközött Eurázsiával, bezárva a Földközi-medencét és megteremtve egy, a Himalájához hasonló hegyláncot. Az Appalache-hegység eróziója befejeződik. |
| Geology and planetary science | 50–400 millió                                | A szükséges idő arra, hogy a Föld fosszilis tüzelőanyagai természetesen újratermelődjenek. |
| Geology and planetary science | 60 millió                                    | A Sziklás-hegység kanadai vonulatai teljesen erodálódnak. Délebbi részei egyelőre még kitartanak. |
| Geology and planetary science | 80 millió                                    | A Hawaii-szigetek ma ismert utolsó tagját is elnyeli a tenger, hogy új szigeteknek adja át a helyét. |
| Astronomy and astrophysics    | 100 millió                                   | Eddigre a Földbe valószínűleg beleütközik egy hasonló nagyságú meteorit, mint amilyen 65 millió évvel ezelőtt elindította a kréta–tercier kihalási eseményt. |
| Geology and planetary science | 100 millió                                   | Ha a Pangaea Proxima modell helytálló, úgy egy új szubdukciós zóna nyílik az Atlanti-óceánban, melynek következtében Amerika ismét elindul Afrika felé. |
| Geology and planetary science | 100 millió                                   | A Szaturnusz gyűrűinek megsemmisülése mai formájukban. |
| Astronomy and astrophysics    | 110 millió                                   | A Nap fényerejének intenzitása 1 százalékkal nő. |
| Astronomy and astrophysics    | 180 millió                                   | A Föld forgásának lassulása miatt ekkorra egy nap 25 óra hosszú lesz. |
| Mathematics                   | 230 millió                                   | Ez a maximális időtartam, ameddig az égitestek mozgását ki lehet számítani, a Ljapunov-függvény alapján. |
| Astronomy and astrophysics    | 240 millió                                   | A jelen helyzetéhez képest a Naprendszer megtett egy teljes kört a galaxismag körül. |
| Geology and planetary science | 250 millió                                   | Kalifornia északon összeütközik Alaszkával. |
| Geology and planetary science | 250–350 millió                               | Várható, hogy a Föld összes kontinense egyesül egy lehetséges új szuperkontinensben (Novopangaea, Amázsia, Pangaea Ultima). Bármilyen módon történik is ez, várható egy újabb eljegesedési periódus, csökkenő óceáni vízszinttel és a légköri oxigénszint növekedésével, amely tovább hűti a Földet. Ennek következtében gyors evolúció is történhet. |
| Geology and planetary science | 300–600 millió                               | A Vénusz köpenyének hőmérséklete eléri a maximumát, ezt követően kb. 100 millió év alatt a teljes kérge újrahasznosul. |
| Geology and planetary science | 350 millió                                   | Végleg bezárul a Csendes-óceán. |
| Geology and planetary science | 400 millió                                   | Ismét feltöredezik a szuperkontinens, amely felmelegedéssel jár együtt. |
| Astronomy and astrophysics    | 500 millió                                   | Jelentős az esélye, hogy 6500 fényéven belül egy erőteljes gamma-kitöréssel együtt járó szupernóva-robbanás történjen, amely képes felsérteni a Föld ózonrétegét és tömeges kihalást előidézni. |
| Astronomy and astrophysics    | 600 millió                                   | A Hold túl messzire kerül ahhoz a Földtől, hogy teljes napfogyatkozás következhessen be. |
| Astronomy and astrophysics    | 600 millió                                   | A Nap sugárzásának erősödése miatt megtörik a karbonát-szilikát ciklus: az erősebb sugárzás hatására jobban mállanak a kőzetek, amelyek karbonátok formájában a földön tartják a szén-dioxidot. Mivel a víz párolgása is felgyorsul a melegedés miatt, a kőzetek keményednek is, amelynek következtében előbb-utóbb a lemeztektonika is lelassul, majd végül teljesen leáll. Vulkánok nélkül pedig, amelyek szenet juttatnak a Föld légkörébe, a légköri szén-dioxid szint zuhanni kezd. Ez azt jelenti, hogy a C3-as típusú fotoszintézisben részt vevő növényfajok (a jelenlegi fajok 99 százaléka) ki fognak halni. |
| Biology                       | 700 millió                                   | A növényi élet szinte teljes kihalása miatt nem jut elég oxigén a levegőbe, így nagyobb mértékű ultraviola sugárzás érheti el a földfelszínt. A növekvő sugárzás miatt egyéb kémiai folyamatok is ezt erősítik. A repülő állatoknak, amelyek nagyobb távolságot tudnak megtenni hűvösebb helyekig, nagyobb az esélyük a túlélésre. Az állati élet a sarkokra és a föld alá kényszerülhet, ahol a hosszú nappalok alatt hibernálódnak az erős sugárzás miatt, éjjel pedig aktívak. A kontinensek túlnyomó része sivár pusztasággá válik, a tengerekben azonban még fennmaradhat az élet. |
| Biology                       | 800 millió                                   | A szén-dioxid szint úgy lecsökken, hogy már a C4 típusú fotoszintézis is lehetetlenné válik. Növényi élet nélkül az oxigénszint tovább nem növekszik, így az ózonréteg is eltűnik, majd a halálos sugárzás következtében az oxigén is eltűnik. Ezt az óceánokban esetleg valamilyen létforma még túlélheti, de nem sok idő elteltével a többsejtű élet lehetetlenné válik a Földön. |
| Geology and planetary science | 1 milliárd                                   | Az óceán tömegének 27%-a eltűnik. |
| Geology and planetary science | 1,1 milliárd                                 | A Nap fényessége 10%-kal emelkedik, emiatt a Földön az átlag hőmérséklet eléri a 47 °C-ot. A bolygó olyanná válik, mint egy párás üvegház, az óceánok elpárolognak és a légkörbe kerülnek. Ennek következtében a lemeztektonika is teljesen megáll (ha addig még nem). Esetleg kisebb vízfelületek megmaradhatnak, mint az élet utolsó bástyái. Ha a növényi élet eddig valahogy kihúzta, az a magas hőmérséklet miatt végképp eltűnik. |
| Biology                       | 1,3 milliárd                                 | Az eukarióták teljesen kihalnak a szén-dioxid hiánya miatt, csak a prokarióták maradhatnak fenn. |
| Astronomy and astrophysics    | 1,5 milliárd                                 | A fokozódó fényesség miatt a Napnak a csillagkörüli lakható övezete kijjebb húzódik. A fényesség miatt a Mars atmoszférájában növekszik a széndioxid-szint, és a bolygó hőmérséklete a Föld jégkorszakbeli hőmérsékletéhez válik hasonlóvá. |
| Biology                       | 1,6 milliárd                                 | Az élet kihalásának legkorábbi időpontja a Földön. |
| Geology and planetary science | ~2,3 milliárd                                | Körülbelül erre az időre a Föld külső magja megfagy, ha a belső mag a jelen arányban növekszik tovább, ami 1 mm évente. |
| Astronomy and astrophysics    | 2,55 milliárd                                | A Nap felszíni hőmérséklete 5820 K-nel eléri csúcsát, innentől lassan hűl, de a fényessége tovább nő. |
| Geology and planetary science | 2,8 milliárd                                 | A Föld átlaghőmérséklete 147 °C körül alakul, még a sarkokon is. Ezen a ponton még a legextrémebb földi körülményeket elviselő mikrobáknak is ki kell pusztulniuk. |
| Astronomy and astrophysics    | 3 milliárd                                   | Egy a százezerhez az esélye, hogy ekkorra egy kozmikus találkozó a Földet kimozdítsa a Nap körüli pályájáról a világűrbe, és egy a hárommillióhoz, hogy egy másik csillag befogja azt. Ebben a rendkívüli esetben ha a földi élet valami oknál fogva túlélte az eddigieket, továbbra is fennmaradhat, utóbbi esetben a Nap kihunyása nem veszélyeztetné bolygónkat. |
| Astronomy and astrophysics    | 3 milliárd                                   | A Hold távolodása miatt megszűnik annak a Föld mozgására gyakorolt hatása, amely a pólusok extrém kilengéséhez és drámai időjárásváltozásokhoz vezethet. |
| Astronomy and astrophysics    | 3,3 milliárd                                 | 1 százalék az esélye annak, hogy a Jupiter gravitációja kibillentse a helyéről a Merkúrt, amely összeütközhet a Vénusszal. Kevésbé valószínű, de lehetséges továbbá, hogy a bolygó a napba zuhan, esetleg a világűrbe, vagy a Földdel ütközik össze. |
| Geology and planetary science | 3,5 milliárd                                 | Az összes óceán elpárolgásával a légkörben található vízgőz és a maihoz képest 35-40 százalékkal erősebb napsugárzás 1130 °C körülire fűti a Földet. Ez még ahhoz is elég, hogy megolvassza a felszíni kőzeteket. Ezek a körülmények nehezen hasonlíthatóak a Vénuszéhoz, ugyanis ez a mai vénuszi forróság kétszerese lesz, és még ott sem fordul elő, hogy a kőzetek megolvadnak. Ekkorra egyébként a Vénusz is felforrósódik, még jobban, mint akkor a Föld. |
| Astronomy and astrophysics    | 3,6 milliárd                                 | A Neptunusz egyik holdja, a Triton átesik a bolygó Roche-határán, és szétesésével esetleg egy új gyűrűrendszer keletkezik. |
| Astronomy and astrophysics    | 4,5 milliárd                                 | Ugyanolyan erejű napsugárzás éri a Marsot, mint a Földet annak kialakulása idején. |
| Astronomy and astrophysics    | 5 milliárd                                   | A Tejútrendszer és az Androméda-galaxis teljesen összeolvadt, mely a naprendszert a jelenlegi számítások szerint nem érinti. Az összeolvadásból létrejött galaxis gyakori megnevezése Milkoméda. Lehetséges, hogy a naprendszert kilöki magából a galaxis, de az égitesteket nem fogja érinteni az esemény. |
| Astronomy and astrophysics    | 5,4 milliárd                                 | A Nap, amely eddigre elhasználja hidrogén fűtőanyagát, vörös óriássá válik. |
| Astronomy and astrophysics    | 6,5 milliárd                                 | Ugyanolyan erejű napsugárzás éri a Marsot, mint ami ma a Földet. |
| Astronomy and astrophysics    | 6,6 milliárd                                 | A Napban történhet héliumvillanás, aminek következtében fényessége megegyező lesz a Tejútrendszer összes csillagának fényességével. |
| Astronomy and astrophysics    | 7,5 milliárd                                 | A Föld és a Mars tengelyforgása kötötté válik a Nap felé, azaz mindig ugyanazt az oldalukat mutatják. |
| Astronomy and astrophysics    | 7,59 milliárd                                | Igen nagy az esélye, hogy a Föld és a Hold is belezuhannak a Napba, még mielőtt az elérné vörös óriás fázisának csúcspontját, melynek következtében sugara kb. 256-szorosa lesz a mainak. De még ennek megtörténte előtt esélyesebb, hogy a Hold lesz az, amely a Földbe csapódik. A Szaturnusz Titán nevű holdján a körülmények alkalmassá válhatnak az életre. |
| Astronomy and astrophysics    | 8 milliárd                                   | A Nap, elérvén a vörös óriás fázisának végét, fehér törpévé alakul, melynek tömege kicsit több, mint fele a mainak. Ha az eddigieket valamilyen módon a Föld túl is éli, a hőmérséklet drasztikus mértékben csökkenni kezd. |
| Astronomy and astrophysics    | 22,3 milliárd                                | A világegyetem vége a Nagy Repedés elmélet szerint. Ehhez az kell, hogy a sötét energiáról alkotott modellben a w tényező -1,5 legyen. Ha ez kisebb, mint -1, akkor az Univerzum folyamatosan tágul, és a megfigyelhető világegyetem mérete egyre csökken. 200 millió évvel a repedés bekövetkezte előtt a galaxishalmazok szétesnek. 60 millió évvel a vége előtt a galaxisok kezdenek lassan széthullani. 3 hónappal a vég előtt a bolygórendszerek sem maradnak egyben, s végül minden szétesik atomokká. 10−19 másodperccel a vég előtt az atomok is szétesnek. S ahogy a kozmikus skála eléri a Planck-időt, a kozmikus húrok megsemmisülnek, ahogy a téridő szövete is. A Világegyetem eljut egy olyan szingularitásba, ahol minden távolság végtelenül naggyá válik (szemben a Nagy Reccs elmélettel, amelyben minden anyag végtelenül koncentrálódik). Jelen számítások szerint a w = -0,991, így ez a lehetőség valószínűleg nem fog bekövetkezni. |
| Astronomy and astrophysics    | 50 milliárd                                  | Ha a Föld és a Hold is fennmaradtak eddig, úgy tengelyforgásuk kötötté válik, mely a Nap erejének köszönhetően azzal jár, hogy a Hold keringési pályája változik, a Föld pedig gyorsabban forog. |
| Astronomy and astrophysics    | 65 milliárd                                  | Ha mindkettő fennmaradt, akkor a Hold ekkorra fog a Földbe csapódni. |
| Astronomy and astrophysics    | 100 milliárd                                 | A világegyetem tágulása miatt a Lokális Csoporton túli világegyetem láthatatlanná válik, azaz eddigre az ősrobbanás minden bizonyítéka eltűnik, ami lehetetlenné teszi a kozmológia kutatását. |
| Astronomy and astrophysics    | 150 milliárd                                 | A világegyetem kb. 1 kvadrillió fényév méretűre tágul. A hozzánk legközelebbi M81-es galaxiscsoport, amely most 11,4 millió fényévre van, addigra 100 milliárd fényév távolságra kerül. A GN-z11 nevű, mérések szerint ma a legtávolabbi galaxis (32 milliárd fényév) ekkorra 200 trillió fényévnyire lesz tőlünk. A kozmikus mikrohullámú sugárzás 0,3 K-re hűl, jelenlegi technológiával kimutathatatlanná válik. |
| Astronomy and astrophysics    | 450 milliárd                                 | A mediánpont, ameddigre a Lokális Csoport – a kb. 47 galaxisból álló csoport, amelyhez a Tejútrendszer is tartozik – új nagy galaxisba egyesül. |
| Astronomy and astrophysics    | 1012 (1 billió)                              | A legkorábbi időpont, ameddigre véget ér a galaxisokban a csillagkeletkezés, mert elfogynak az ehhez szükséges gázfelhők. Az Univerzum tágulása lehetetlenné teszi a Nagy Bumm elmélet igazolását. |
| Astronomy and astrophysics    | 2×1012 (2 billió)                            | A Lokális Szupergalaxis-csoporton kívüli galaxisok már semmilyen módon nem észlelhetőek, feltételezve, hogy a sötét energia miatt a világegyetem tágulása egyre gyorsabban zajlik.₤ |
| Astronomy and astrophysics    | 1013 (10 billió) – 2×1013 (20 billió)        | A legtovább élő csillagok, az alacsony tömegű vörös törpék élettartama. §IIA.₤ |
| Astronomy and astrophysics    | 3×1013 (30 billió)                           | Becslések szerint ekkor a fehér törpe Nap és egy másik csillagmaradék megközelítik egymást a lokális űri szomszédságban. Ha két objektum egymás közelébe kerül, az megzavarhatja bolygóik pályáját és kitérítheti ezeket a bolygókat a csillag körüli pályájukból. A csillagokhoz közelebbi bolygókat nehezebb kitéríteni, mert az áthaladó objektumnak jobban meg kell közelítenie ehhez a bolygó csillagját., §IIIF, Table I. ₤ |
| Astronomy and astrophysics    | 1014 (100 billió)                            | A legkésőbbi időpont, ameddigre a csillagkeletkezés megszűnik a galaxisokban., §IID. Ez jelzi az átmenetelt a csillagos korszakból az elfajult korszakba; mikor a csillagkeletkezés megszűnik és a legkevésbé masszív vörös törpék elfogyasztják az üzemanyagukat. Az egyedüli megmaradó csillagtömegű objektumok a csillagmaradványok (pl. fehér törpék, neutroncsillagok és fekete lyukak) maradnak. (A barna törpék is megmaradnak.) §IIE. ₤ |
| Astronomy and astrophysics    | 1015 (1 billiárd)                            | Erre az időre becslések szerint a Naprendszer minden bolygóját már kitérítették pályájáról a találkozások más csillagokkal., §IIIF, Table I. Eddigre a Nap annyira lehűl, hogy hőmérséklete öt fokkal van abszolút nulla fok fölött.₤ |
| Astronomy and astrophysics    | 1019 – 1020                                  | Becslések szerint erre az időre a barna törpék és a csillagmaradványok kilökődnek a galaxisokból. Amikor két objektum közel kerül egymáshoz, a pályájuk energiát cserél, és a kisebb tömegű objektum általában energiát vesz fel a másiktól; több ilyen találkozás alatt fölvehet elég energiát ahhoz, hogy kilökődjön a galaxisból. Így a galaxisokból a legtöbb csillagmaradvány és barna törpe kilökődik., §IIIA;₤ |
| Astronomy and astrophysics    | 2×1036                                       | A becslések szerint eddigre a megfigyelhető világegyetem minden nukleonja elbomlik, ha a proton felezési idejének a legkisebb becsült értékét vesszük (8,2 × 1033 év).€ |
| Astronomy and astrophysics    | 3×1043                                       | A becslések szerint eddigre a megfigyelhető világegyetem minden nukleonja elbomlik, ha a proton felezési idejének a legmagasabb becsült értékét vesszük (1041 év), feltételezve, hogy az ősrobbanás inflációs volt és hogy ugyanaz a folyamat okozza a protonbomlást, aminek köszönhetően a világegyetem létezésének korai szakaszában a barionok érvényesültek az antibarionokkal szemben. Ha a protonok bomlanak, eddigre elkezdődött a fekete lyuk korszak, amelyben a fekete lyukak az egyetlen még létező égitestek.€ |
| Astronomy and astrophysics    | 1065                                         | Feltételezve, hogy a protonok nem bomlanak, a becslések szerint erre az időre minden szilárd anyagnak – például a kőzeteknek – kvantumalagút révén átcsoportosulnak az atomjai és molekulái. Ilyen időskálán minden anyag folyékony.€ |
| Astronomy and astrophysics    | 1,7×10106                                    | A becslések szerint erre az időre bomlik fel egy 20 billió naptömeges szupermasszív fekete lyuk a Hawking-sugárzásnak köszönhetően. Ez jelenti a feketelyuk-korszak végét. Ekkor, ha a protonok tényleg bomlanak, a világegyetem megkezdi a sötét korszakot, amelyben minden fizikai anyag szubatomi részecskékre bomlik, és fokozatosan halad végső energiaállapota felé.€ |
| Astronomy and astrophysics    | 101500                                       | Feltételezve, hogy nincsen protonbomlás, erre az időre bomlik le minden anyag vas-56-ra.€ |
| Astronomy and astrophysics    | {\displaystyle 10^{10^{26}}}                 | A legkorábbi becsült időpont, ameddigre minden anyag összeesik fekete lyukká, ha nincs protonbomlás. Ezen az időskálán azonnal bekövetkezik a feketelyuk-korszak és az átmenetel a sötét korszakba.₤ |
| Astronomy and astrophysics    | {\displaystyle 10^{10^{50}}}                 | A becsült idő, amikor a spontán entrópiacsökkenés nyomán létrejön a vákuumban egy Boltzmann-agy. € |
| Astronomy and astrophysics    | {\displaystyle 10^{10^{56}}}                 | Caroll és Chen szerint erre az időre a véletlenszerű kvantumhullámzások létrehoznak egy új ősrobbanást.€ |
| Astronomy and astrophysics    | {\displaystyle 10^{10^{76}}}                 | A legtávolabbi becsült időpont, ameddigre minden anyag összeesik fekete lyukká, feltételezve, hogy nincs protonbomlás.₤ |
| Astronomy and astrophysics    | {\displaystyle 10^{10^{120}}}                | A legtávolabbi becsült időpont, ameddig a világegyetem eléri végső energiaállapotát.€ Ezután a világegyetem abszolút nulla fokra hűl le. |
| Astronomy and astrophysics    | {\displaystyle 10^{10^{10^{76,66}}}}         | Egy izolált csillagtömegű fekete lyukat tartalmazó hipotetikus doboz kvantumállapota Poincaré ismétlődési idejének becsült mértéke. Ez az idő olyan statisztikai modellt feltételez, ami függ a Poincaré-ismétlődéstől. Egyszerűbben úgy lehet elképzelni ezt az időt, hogy egy olyan modellben, amelyben a történelem folyamatosan ismétli önmagát a statisztikus mechanika tulajdonságainak köszönhetően, ez az az időhossz, ami után először lesz megint valamennyire hasonló a jelenlegi állapotához.$ |
| Astronomy and astrophysics    | {\displaystyle 10^{10^{10^{10^{2,08}}}}}     | Egy, a világegyetem ma látható részével megegyező tömegű fekete lyukat tartalmazó hipotetikus doboz kvantumállapota Poincaré-ismétlődésének becsült ideje.$ |
| Astronomy and astrophysics    | {\displaystyle 10^{10^{10^{10^{10^{1,1}}}}}} | Egy, a teljes világegyetem becsült tömegével megegyező tömegű fekete lyukat tartalmazó hipotetikus doboz kvantumállapota Poincaré-ismétlődésének becsült ideje (feltételezve Linde káoszos inflációmodelljét olyan inflatonnal, amelynek tömege 10−6 Planck-tömeg.$) Ez egyet jelent a világegyetem összes anyaga, a tér és az idő végével. |

## Csillagászati események
Itt előre látható, nagyon ritka csillagászati események vannak felsorolva, melyek a Földről nézve lesznek láthatóak i. sz. 10 000 után. Ahol pontosan ismert az esemény bekövetkeztének ideje, a dátum is szerepel.
| Ennyi év múlva/Dátum | Esemény |
| -------------------- | --- |
| 1 100                | A Föld tengelyének a precessziója miatt a Gamma Cephei lesz a Sarkcsillag.                                                     |
| ~8 000               | A Föld tengelyének a precessziója miatt a Deneb lesz a Sarkcsillag.₤                                                           |
| 10 000               | A Föld tengelyferdesége eléri a 22,5º-ot. A Gergely-naptár kb. 10 nappal tér el a Nap helyzetétől az égboltozaton.₤            |
| 11 700               | A Föld tengelyes precessziója miatt a Vega lesz a Sarkcsillag.₤                                                                |
| 27 000               | A Föld pályájának az excentricitása eléri a minimumot, a 0,00236-et (most 0,01671).₤                                           |
| ~230 millió          | Ez időn túl a bolygóknak pályáit lehetetlen előrejelezni.$                                                                     |
| 600 millió           | Az árapálygyorsulás olyan messzire mozdítja a Holdat a Földtől, hogy nem lesz több teljes napfogyatkozás.$                     |
| 3 milliárd           | A mediánpont, amikorra az árapálykölcsönhatás a Holddal lehetetlenné teszi, hogy a Föld tengelyferdesége kiszámítható legyen.₤ |

## Űreszközök és űrkutatás
Jelenleg öt űrszonda (Voyager–1 és –2, Pioneer–10 és –11 és a New Horizons) halad olyan pályán, ami kiviszi őket a Naprendszerből a csillagközi térbe. A nem túl valószínű ütközés lehetőségét leszámítva korlátlan ideig működhetnek.
| Év múlva | Esemény |
| -------- | --- |
| 10 000   | A Pioneer–10 3,8 fényévre megközelíti Barnard-csillagot.₤ |
| 25 000   | Az arecibói üzenet – egy 1974. november 16-án elküldött rádióüzenet – eléri célját, a Messier 13 gömbhalmazt. Ez az egyetlen csillagközi rádióüzenet, amelyet a galaxis ilyen messzi részére küldtek.₤ |
| 40 000   | A Voyager–1 1,6 fényévre megközelíti a Gliese 445-öt, a Zsiráf csillagkép egy csillagát.₤ |
| 50 000   | A KEO űrbeli időkapszula – ha kilövik – ekkor esik vissza a Föld atmoszférájába.₤ |
| 296 000  | A Voyager–2 4,3 fényévre megközelíti a Szíriuszt, a legfényesebb csillagot az esti égboltozaton.₤ |
| 300 000  | A Pioneer–10 kevesebb mint 3 fényévre megközelíti a Ross 248-at.₤ |
| 2 millió | A Pioneer–10 megközelíti az Aldebarant.₤ |
| 4 millió | A Pioneer–11 megközelíti az egyik csillagot a Sas csillagképben.₤ |

## Technológia és kultúra
| Hány év múlva vagy dátum        | Esemény |
| ------------------------------- | --- |
| I. sz. 3183                     | Az 1993-ban elkezdett Wemdingben található Időpiramis műalkotás befejezésének tervezett időpontja.                                                                          |
| 2 000 év                        | Az Arctic World Archive, nyílt forráskódú kódokat tartalmazó adatmegőrzési létesítmény maximum élettartama, ha megfelelő állapotban tartják az itt tárolt adatokat.         |
| I. sz. 6939                     | Az 1939-ben és 1964-ben elásott Westinghouse időkapszulák kinyitásának tervezett időpontja.                                                                                 |
| I. sz. 6970                     | Az utolsó, 1970-ben az Oszaka kastély közelében elásott Expo ’70 időkapszulát is kinyitják.                                                                                 |
| I. sz. 8113. május 28.          | A civilizáció kriptája, az Oglethorpe Egyetem alagsorában található időkapszulának tervezett kinyitási ideje. A második világháború előtt zárták le.                        |
| 10 000 év                       | Becsült élettartalma a Long Now Alapítvány számos folyamatban levő projektjének, köztük a következőknek: 10 000 éves óra, a Rosetta projekt, és a Hosszú fogadások projekt. |
| 10 000 év                       | A Spitzbergák Nemzetközi Magbunker tervezett élettartamának vége. |
| I. sz. 30828. szeptember 14.    | A 64 bites NTFS-alapú Windows operációs rendszer maximum rendszerideje. |
| I. sz. 275760. szeptember 13.   | A JavaScript programozási nyelv maximum rendszerideje. |
| 1 millió év                     | A Memory of Mankind projekt tervezett élettartamának vége. |
| 1 millió év                     | Karbantartás nélkül a Gízai nagy piramis felismerhetetlen lesz. |
| 1 millió év                     | Neil Armstrong „egy kis lépés” lábnyoma a Nyugalom bázison erózió következtében eltűnik, a tizenkét Apollo-űrhajóséval együtt, akik jártak a Holdon.                        |
| 7,2 millió év                   | Karbantartás nélkül a Rushmore-hegy felismerhetetlen lesz. |
| 100 millió év                   | A jövő archeológusai fel fogják tudni ismerni a fosszilizált maradványait a tengerparti nagyvárosoknak, főként a föld alatti infrastruktúrán keresztül.                     |
| I. sz. 292278994. augusztus 17. | Túlcsordulás a Java-programok rendszeridejében. |
| 292277026596. (292 milliárd)    | Túlcsordulás a 64 bites Unix-rendszerek rendszeridejében. |
| 3×1019 – 3×1021                 | A Superman memóriakristály (5D-s adattárolás) tervezett élettartama, ha 30 °C-on van tartva.                                                                                |

## Atomenergia
|                               | Hány év múlva             | Esemény |
| ----------------------------- | ------------------------- | --- |
| Részecskefizika               | 10 000                    | A Waste Isolation Pilot Plant, amely atomfegyver-hulladékot tárol, eddig lesz védett. A látogatókat több nyelven (a hat ENSZ-nyelv és navajo) és képekkel is távolmaradásra bíztatja. |
| Részecskefizika               | 24 000                    | A csernobili 30 km-es zóna, 2600 km2-es ukrán és fehérorosz terület, amely a csernobili atomerőmű-baleset után elhagyatott maradt, visszatér a baleset előtti sugárzási szintre.      |
| Részecskefizika               | 24 110                    | A plutónium-239 felezési ideje. |
| Geology and planetary science | 30 000                    | 2009-es globális energiafogyasztás alapján a tenyésztőreaktorok ellátás-élettartama, jelenleg ismert forrásokat használva.                                                            |
| Geology and planetary science | 60 000                    | 2009-es globális energiafogyasztás alapján a könnyűvizes reaktorok ellátás-élettartama, ha a tengervízből az összes uránt ki lehet nyerni.                                            |
| Részecskefizika               | 211 000                   | A technetium-99 felezési ideje. |
| Részecskefizika               | 250 000                   | Az időpont, ami után a Waste Isolation Pilot Plantben tárolt plutónium már nem lesz halálos emberekre nézve.                                                                          |
| Részecskefizika               | 15,7 millió               | A jód-129 felezési ideje. |
| Geology and planetary science | 60 millió                 | 1995-ös globális energiafogyasztás alapján a fúziósenergia-ellátás élettartama, ha a tengervízből az összes lítiumot ki lehet termelni.                                               |
| Részecskefizika               | 704 millió                | Az urán-235 felezési ideje. |
| Részecskefizika               | 4,47 milliárd             | Az urán-238 felezési ideje. |
| Geology and planetary science | 5 milliárd                | 1983-as globális energiafogyasztás alapján a tenyésztőreaktorok ellátás-élettartama, ha a tengervízből az összes uránt ki lehet nyerni.                                               |
| Részecskefizika               | 14 milliárd               | A tórium-232 felezési ideje. |
| Geology and planetary science | 150 milliárd              | 1995-ös globális energiafogyasztás alapján a fúziósenergia-ellátás élettartama, ha a tengervízből az összes deutériumot ki lehet termelni.                                            |
| Részecskefizika               | 2×1019 (20 kvintillió)    | A bizmut-209 felezési ideje. |
| Részecskefizika               | 2.2×1024 (2.2 kvadrillió) | A tellúr-128, a leghosszabb felezési idejű instabil nuklid felezési ideje. |